# Brodski vijak
Vijak je na suvremenim brodovima najrašireniji tip brodskog propulzora i gotovo jedino sredstvo poriva. Možemo ga predočiti kao vijak koji na osovini okreće brodski stroj i tako okrećući se u vodi kao matici, snagu brodskog stroja pretvara u kretanje, tj. ostvaruje poriv. Kod većih izvedbi, potisna snaga brodskog vijka prenosi se preko osovine na odrivni ležaj a odatle na brodski trup, a ne izravno na stroj čime je osigurana zaštita brodskog pogonskog stroja. Sastoji se od glavine i dva do osam, a kod podmornica i sedam, listova. Oni s glavinom čine jedno tijelo, a prema tehničkoj izvedbi danas susrećemo:
- Vijke kod kojih su krila izlivena zajedno s glavinom ili FPP vijci. To su tzv. vijci s fiksnim krilima.

- Vijci s prekretnim krilima ili tzv. vijci s upravljivim usponom ili CPP vijci, kojima se zakretanjem krila može mijenjati uspon.

## Prednosti i nedostatci
Svaki od navedenih vijaka ima svoje prednosti i nedostatke. Vijak s fiksnim krilima najviše se upotrebljava, najjeftiniji je, najmanje podložan kvarovima i ima najveći stupanj iskoristivosti. 
Vijak s prekretnim krilima ima prednost što se s pomoću takvog vijka može jednostavnije upravljati strojem i to izravno sa zapovjedničkog mosta. Nije mu potreban sustav za prekretanje stroja iz vožnje naprijed u vožnju krmom i obratno jer se osovina okreće uvijek u istom smjeru. Vožnja krmom ostvaruje se prekretanjem krila pomoću hidrauličnog uređaja u osovini i glavini vijka. Ovakvi vijci i uređaji skuplji su od običnih vijaka. Osim toga, nedostatak im je i taj što takvi vijci zbog lakšeg prekretanja krila redovito koriste krila s manjom površinom, a većim brojem okretaja vijka. Zbog toga po valovitom moru ovakvi brodovi više gube na brzini.
Vijci s krilima pričvršćenim na glavinu pomoću vijaka imaju prednost što se u slučaju oštećenja jednog krila isto može jednostavnije zamijeniti, ali mu je nedostatak manji stupanj iskoristivosti. Ovakvi se vijci veoma rijetko koriste.

## Vrste vijaka
Razlikujemo desnookretne i lijevookretne vijke.

### Desnookretni vijak
Desnookretni vijak onaj je koji se u vožnji naprijed okreće desno, tj. u smjeru kazaljke sata gledano s krme prema pramcu. Svako krilo ima svoj ulazni (u) i izlazni (i) brid. Ulazni brid onaj je koji zahvaća vodu, te je preko tlačne plohe lista potiskuje prema izlaznom bridu. 
Razlikujemo i usisnu i tlačnu stranu lista. Usisna strana prednja je strana lista (okrenuta prema pramcu). Na njoj se u vožnji naprijed stvara razrjeđenje (podtlak). Strana vijka okrenuta prema krmi naziva se tlačna strana. Ova zahvaćenoj vodi daje ubrzanje i potiskuje je prema krmi. Na njoj je područje visokog tlaka.
Korak vijka linearni je pomak koji vijak prođe u jednom punom okretu za 360°. Korak ovisi o usponu krila. Za veći korak potreban je veći uspon. Brodski vijak nikad nema učinak punog koraka. Prve teorije o djelovanju pojavile su se pri samom izumu. Pretpostavilo se da brodski vijak djeluje kao prirodni vijak, koji se navija na maticu. Iz toga bi slijedilo da je prijeđen put broda jednak
V = n*H*60 / 1852 
- V – brzina [ čv ]
- n – broj okretaja [ min-1 ]
- H - korak [ m ]

Kada bi voda bila "čvrst" medij, korak bi bio potpun, tj. prijeđeni put brod bio bi jednak koraku pomnoženom s brojem okretaja vijka. Međutim, u vodi koja nije "čvrst" medij nego je tekućina, korak nema punu vrijednost. Gubitak u koraku zove se skliz ili slip. On iznosi od 10% pa naviše. Skliz je najveći u početku kada stroj tek zaveze, a brod još uvijek stoji. Tada iznosi 100%. Kako se brzina povećava skliz se postepeno smanjuje i najmanji je kod optimalne brzine pri mirnom vremenu. Skliz uglavnom ovisi o brzini, broju okretaja vijka, podvodnom obliku broda (glavnom o otporu broda), usponu vijka itd. Skliz je manji kod manjeg broja okretaja vijka. Kod naročito opterećenih vijaka, npr. tegljača, poželjno je da broj okretaja bude manji, a površina krila veća. Osim toga, brodovi s većom površinom krila i manjim brojem okretaja manje gube na brzini u nevremenu. Takvi brodovi bolje se zaustavljaju vozeći krmom, tj. imaju kraći zalet. 
To je zbog toga što se veći vijak u moru "oslanja" na veću površinu krila, a s većom površinom krila zahvaća veću količinu vode. Pored navedenog, kod vijaka s velikim brojem okretaja uvijek postoji bojazan od kavitacije. Pod kavitacijom se podrazumijeva promjena strujnog toka vode uzrokovana padom tlaka do tlaka isparavanja tekućine. Takav pad tlaka nastaje na pojedinim mjestima oko vijka. Zbog nedovoljno brzog pritjecanja tekućina tlak padne ispod tlaka koji omogućava stvaranje vodene pare, te dolazi do tzv. "hladnog vrenja". Radi te pojave strujanje više nije homogeno, pa se mijenjaju karakteristike djelovanja vijka i nastaje pad u porivu. Osim toga, na mjestima gdje dolazi do stvaranja vodene pare nastaju mjehurići koji implodiraju na površini krila vijka te tako nastaju oštećenja na krilima u obliku rupica, a može doći i do loma. 
Prije nego dođe do kavitacije javljaju se šumovi i vibracije. Tlak je najmanji kada se krilo nalazi u gornjem vertikalnom položaju i to na obodu krila gdje su kutne brzine najveće. Vrlo razvijena kavitacija stvara jak šum koji se dobro čuje na krmi broda.
Kada će se upotrijebiti koji tip vijka ovisi o nizu čimbenika, a prije svega o tipu i veličini broda, njegovoj namjeni, zahtjevnoj brzini i o području u kojem će ploviti.

## Utjecaj vijka na manevriranje brodom
Sila poriva jedina je korisna sila koju stvara vijak. Ona je po snazi najjača i čini ukupno više od 95% energije koju proizvodi vijak. Djeluje u smjeru osi vijka (uzdužnice broda) i ostvaruje vožnju broda. Dok se vijak okreće na prednjoj plohi lista dolazi do snažnog pada tlaka, a na stražnjoj plohi dolazi do povećanja tlaka. Pad tlaka na usisnoj strani veći je od povećanja tlaka na tlačnoj strani, zbog čega veći dio poriva ostvaruje usisna strana vijka.
Osim ove najjače i jedine korisne sile okretanjem vijak na brod djeluju ostale ranije spomenute sile. Da bi se brodom moglo uspješno manevrirati potrebno je znati i njihovo djelovanje (smjer i jačinu) i to kako u vožnji naprijed, tako i u vožnji krmom.

## Bočne sile u vožnji naprijed

### Sila zapljuskivanja kormila
Svojim okretanjem vijak uzrokuje kružno ili, bolje rečeno, spiralno gibanje čestica vode koje snažno izbačene udaraju i na gornju i na donju plohu kormila. Čestice vode koje udaraju u donju plohu kormila djeluju jače jer je na većoj dubini veći tlak. Osim toga, u gornjem položaju voda se lako izdiže i odbacuje u obliku pjene. Kao posljedica djelovanja ove sile jest da, u vožnji naprijed, kod desnookretnog vijka krma izbija udesno, a pramac ulijevo. Kod lijevookretnog vijka situacija je obratna.

### Sila otpora u vožnji naprijed
Sila otpora (bočni otpor) nastaje zbog toga što pojedina krila vijka rade istovremeno na različitim dubinama pa se kao posljedica toga javljaju i različiti otpori na svakom pojedinom krilu. Donje krilo najdublje je uronjeno i ono mora savladati najveću silu otpora jer radi u području najgušće vode (najvećeg tlaka). Gornje krilo može vodu lako izbaciti prema površini. Osim toga, kod donjeg krila potisnuta voda lako se i brzo nadomješta jer tu zbog užeg podvodnog oblika broda lakše pritječe voda, dok na gornjoj strani, gdje je krma široka, voda sporije pritječe, posljedica toga bit će da je otpor na krilu 3 veći od onog na krilu 1, pa će kod desnookretnog vijka zbog sile otpora (bočnog poriva) krma izbijati desno, a pramac lijevo. Kod lijevookretnog vijka situacija je obrnuta.
Otpor na krilu 2 jednak je po snazi onom na krilu 4, ali suprotnog smjera te se oni međusobno poništavaju i ne djeluju na izboj. Krilo 2 nastoji krmu izroniti, a krilo 4 uroniti. Kao posljedica toga javljaju se vibracije krme.
Uspoređujući učinak sile zapljuskivanja kormila i sile otpora (bočnog otpora) u vožnji naprijed vidi se da je njihovo djelovanje suprotnog smjera. Po snazi su pak te dvije sile različite pa će zbog toga krma broda izbijati desno ili lijevo ovisno o tome koja je od njih jača u određenom trenutku.
Općenito je poznato da je sila otpora veća u samom početku. Kako brod postupno dobiva na brzini tako postupno raste sila zapljuskivanja, a slabi sila otpora, pa iz toga proizlazi da kod desnookretnog vijka u vožnji naprijed kada se stroj pokrene, krma izbija desno, a kada brod dobije brzinu lijevo.

## Sila zapljuskivanja krme
Kod vožnje krmom vijak "usisava" vodu s krmene strane i snažno je spiralno potiskuje naprijed (prema pramcu). Desnookretni vijak okreće se u protivnom smjeru kazaljke sata gledano s krme. Krilo 2 potiskuje vodu ispod kobilice, dok krilo 3, a naročito krilo 4, baca vodu u desni krmeni bok broda, stvarajući tako vrlo jaki izboj krme u lijevu stranu. Kod lijevookretnog vijka situacija je obrnuta.

### Sila otpora u vožnji
Budući da se u vožnji krmom vijak okreće u suprotnom smjeru nego u vožnji naprijed, logično je zbog toga zaključiti da će sila otpora na krilima biti suprotnog smjera nego u vožnji naprijed, tj. kod desnookretnog vijka otpor na krilu 3 veći je nego na krilu 1. Zbog toga krma izbija lijevo.
Iz izloženog možemo zaključiti da u vožnji krmom obje sile stvaraju izboj u lijevu stranu, pa kao zaključak slijedi da brod s desnookretnim vijkom u vožnji krmom ima vrlo jako izbijanje krme u lijevu stranu. Kod lijevookretnog vijka situacija je suprotna.

## Okret na mjestu broda s jednim vijkom
Brodovi s jednim vijkom nisu u stanju izvesti okret na mjestu. Ipak, taj se prostor može smanjiti vožnjom naprijed - krmom, košenjem. Okret broda lakše se izvodi i potreban prostor za okret broda manji je preko strane smjera okretanja vijka (preko desne strane za brod s desnookretnim vijkom). Brod najprije zaveze svom snagom naprijed s kormilom sve desno, zatim svom snagom krmom s kormilom sve lijevo, ponovno svom snagom naprijed itd. Vožnja strojem mora biti kratka da brod ne dobije zalet, već samo zakretni moment.

## Manevarske osobine broda s dva vijka
Kod brodova s dva vijka vijci su postavljeni simetrično s obje strane uzdužnice broda i to tako da se na desnoj strani nalazi desnookretni vijak, a na lijevoj lijevookretni. U vožnji naprijed vijci se okreću prema vani, a rijetko prema unutra. Ovakvim načinom postiže se bolji zakretni moment, jer sve bočne sile na obje strane pomažu okretanju.
Korištenje dva vijka na brodovima danas je vrlo čest slučaj, pogotovo na onim koji često pristaju u lukama (putnički, trajekti, Ro-Ro). To je zbog toga što s dva vijka imaju mnogo bolje manevarske sposobnosti od brodova s jednim vijkom.
Kada jedan stroj vozi naprijed, a drugi krmom, stvara se spreg sila koji brod okreće gotovo na mjestu bez upotrebe kormila. Okretljivost je bolja što je veća snaga strojeva i što je veći razmak između vijaka. To proizlazi iz izraza o momentu okreta koji je zadan izrazom:
Mok = P x 1 

P = Pl + P2
Prednosti su brodova s dva vijka u tome što nemaju negativan izboj, krug okreta može se svesti na dužinu broda, lako se manevrira u uskom akvatoriju, veća sigurnost pogona i mogućnost kormilarenja strojevima, 
Nedostaci su brodova s dva vijka visoka cijena, vijci su izloženi oštećenjima jer se nalaze bliže bokovima, te pogonski strojevi i osovinski vodovi zauzimaju više prostora. Brodovi s dva vijka imaju daleko veće prednosti, a pogotovo s gledišta manevriranja brodom.

## Pogledaj također
- Propeler zrakoplova

## Vanjske poveznice
- Informacije o propelerima zrakoplova  Arhivirana inačica izvorne stranice od 5. studenoga 2006. (Wayback Machine) (engl.)
- Izgrađivanje vlastitog vijka (engl.)
- Propeleri s Titanica (engl.)
- Brodski vijak Hrvatska tehnička enciklopedija, portal hrvatske tehničke baštine. LZMK